# Mauricio Islas
Juan Mauricio Islas Ilescas (ur. 16 sierpnia 1973 w Meksyku) – meksykański aktor telewizyjny i filmowy, w Polsce znany z telenowel: Paloma (1998), Prawdziwa miłość (2003), Miłość na sprzedaż (2005) i Meandry miłości (2007–2008).

## Życiorys
Jest najmłodszym z trzech synów Rosalindy Ilescas i Juana Islasa, przedsiębiorcy. 
Po raz pierwszy wystąpił na szklanym ekranie jako Alfredo w telenoweli Televisa Mágica juventud (1992), z udziałem Kate del Castillo, Jorge Salinasa i Raúla Magañy. Jego pierwszą główną rolą była postać Luisa Fernando Santandera w telenoweli Televisa Paloma (Preciosa, 1998), u boku Irán Castillo, która przyniosła mu nominację do Premios TVyNovelas w kategorii najlepszy aktor pierwszoplanowy. Grał złoczyńcę Demiána Venturę Camargo w telenoweli Televisa Primer amor, a mil por hora (2000-2001) z Anahí, Kuno Beckerem, Aną Layevską i Valentino Lanúsem, a za rolę odebrał Eres Award i zdobył nominację Premios TVyNovelas. Był także antagonistą jako Fernando Leyra, mąż głównej bohaterki Lucíi (Paola Andrea Rey) w telenoweli Telemundo Miłość na sprzedaż (Amores de mercado, 2006). Jako Alejandro Ramírez Insunza w telenoweli Televisa Wiosenna namiętność (El Manantial, 2001) z Adelą Noriegą został uhonorowany El Heraldo de México, Premios TVyNovelas i Bravo Award.
W 2007 wraz z Dayanarą Torres był członkiem jury wyborów Miss World i na panelu sędziowskim Miss Universe z Donaldem Trumpem i Dave’em Navarro.
W 2008 został wybrany przez czytelników magazynu „People” jako jeden z 50. najpiękniejszych ludzi świata.

## Życie prywatne
29 listopada 2001 ożenił się z wenezuelską piosenkarką Patricią Villasañą. Mają córkę Camilę (ur. 3 maja 2002). W 2006 rozwiódł się.
Na planie telenoweli Prisionera (2004) z Gabrielą Spanic został oskarżony przez piosenkarza José Luisa Rodrígueza o stosunki seksualne z jego 16–letnią córką Genesis Rodriguez. Islas spędził kilka godzin w więzieniu, zanim wpłacił 7 tys. dolarów kaucji i odzyskał swoją wolność. W swojej obronie Islas powiedział, że miał stosunki seksualne za zgodą nastolatki podczas imprezy, którą oferowała obsadzie telenoweli sieć Telemundo. Z biegiem czasu sprawa została zapomniana, a aktor kontynuował karierę.
Ze związku z Palomą Quezadą ma syna Emiliano (ur. 24 lutego 2011).

## Filmografia
- 1992: Carrusel de las Américas
- 1994: Volver a empezar jako Freddy Landeros
- 1995: Pobre niña rica jako David
- 1996: Canción de amor jako Edgar
- 1997: Mi querida Isabel jako Marcos
- 1998: Paloma (Preciosa) jako Luis Fernando Santander
- 1998: Tres vs. tres
- 1998: Mi pequeña traviesa jako Juan Felipe
- 1999: Amor gitano jako Renzo
- 1999: Cuento de Navidad jako Edmundo Soto / Toño
- 2000: Mi destino eres tú jako Ramiro Galindo Suárez
- 2000: DKDA: Sueños de juventud jako Mauricio
- 2001: El manantial jako Alejandro Ramírez Insunza
- 2001: Primer amor... a mil por hora jako Demián Ventura Camargo
- 2003: Prawdziwa miłość (Amor real) jako Adolfo Solís
- 2004: Prisionera jako Daniel Moncada
- 2005: Don de Dios
- 2005: Los plateados jako Gabriel Campuzano
- 2005: Una segunda oportunidad
- 2006: Ambiciona jako Raul
- 2006–2007: Miłość na sprzedaż  (Amores de mercado) jako Antonio Álamo
- 2007: Decisiones jako Fabricio Salas
- 2002: Punto y aparte jako Sergio
- 2008: Meandry miłości (Pecados ajenos) jako Adrian Torres
- 2009: El cártel jako Santos
- 2010: La loba jako Emiliano
- 2010: El secrto jako Maurice de Gavrillac
- 2011: Cielo rojo jako Andrés Renteira
- 2011: Viento en contra jako Matías Parga
- 2012: La Mujer de Judas jako Simon Castellano Rojas
- 2013: Destino jako Sebastián Montesionos
- 2014: Twoja na zawsze (Siempre Tuya Acapulco)
- 2014: Las Bravo jako Leonardo Barbosa / Salvador Martínez